# Stenotsivoka remipes
Stenotsivoka remipes är en skalbaggsart som först beskrevs av Leon Fairmaire 1902.  Stenotsivoka remipes ingår i släktet Stenotsivoka och familjen långhorningar.
Artens utbredningsområde är Madagaskar. Inga underarter finns listade i Catalogue of Life.